# 龙坪街道
龙坪街道，是中华人民共和国四川省遂宁市船山区曾经下辖的一个街道。

## 行政区划
龙坪街道下辖以下地区：
张飞梁社区、定觉院社区、清净寺社区、谢家店社区、涪江社区、机场社区和大转弯社区。